# Observatorio Macfarlane
El Observatorio Macfarlane fue creado en la Universidad de Glasgow en 1757. Fue el primer observatorio universitario construido en Gran Bretaña.

## Historia
El Observatorio recibió el nombre de Alexander MacFarlane, un comerciante y propietario de esclavos en Kingston, Jamaica, que legó los instrumentos de su observatorio personal a la Universidad a su muerte en 1755. Macfarlane se graduó con una maestría en la universidad en 1728.
Emigró a Jamaica en 1735. Más tarde fue juez asistente y miembro de la Asamblea Legislativa de Jamaica. Macfarlane compró los instrumentos astronómicos de Colin Campbell después de 1742.
Los instrumentos llegaron a Glasgow en un estado deteriorado, y su idoneidad para el montaje estaba en duda antes de que se hicieran cargo de ellos James Watt en 1756. Watt se formó en Londres y a su regreso a Glasgow trabajó como constructor de instrumentos para la universidad. Se le encargó la reparación de los instrumentos y se le pagaron 5 libras por sus servicios.
La donación fue oportuna tanto para Watt como para la Universidad. Como escribe Marshall

 ...un mes después de la llegada [de Watt] a Glasgow, la Universidad recibió un maletín de instrumentos astronómicos... el viaje por mar había hecho que estos delicados instrumentos se estropearan, y necesitaban ser revisados por un experto....

La primera piedra del observatorio se colocó en 1757. Estaba situado entre Gallowgate y Duke Street. En 1760 Alexander Wilson se instaló como profesor de astronomía práctica. Su interés por las manchas solares convirtió al Observatorio en uno de los primeros contribuyentes a la física solar, ya que Wilson describió la superficie del Sol. Al observar la variación de la anchura de la penumbra de una mancha solar cerca del limbo, llegó a la conclusión de que las manchas solares eran depresiones en la fotosfera generalmente esférica. El fenómeno se denomina efecto Wilson para reconocer sus primeras observaciones.
En el siglo XVIII, la posición social de un observatorio era mayor que ahora: como escribe Dava Sobel, "...La filosofía fundacional del Real Observatorio, como la del Observatorio de París antes, consideraba la astronomía como un medio para alcanzar un fin. Todas las estrellas lejanas debían ser catalogadas, para trazar el rumbo de los navegantes sobre los océanos de la tierra".
Un observatorio representaba un lugar de certidumbre de tiempo y lugar, un lugar para ajustar un cronómetro marino para su uso en el mar donde se encontraba la longitud por el  método de las distancias lunares. El establecimiento del Observatorio Macfarlane en 1757 fue anterior a la aparición en 1767 de El Almanaque Náutico basado en el Meridiano cero en el Real Observatorio de Greenwich.

## Legado
Un retrato y una nota biográfica sobre Alexander Macfarlane aparecen en el sitio web de la Universidad.
En septiembre de 2018, la Universidad publicó un informe titulado "Slavery, Abolition and The University of Glasgow" (Esclavitud, Abolición y la Universidad de Glasgow) en sus esfuerzos hacia un "programa de justicia reparadora". En él se reseñan las donaciones significativas recibidas por la Universidad de personas que obtuvieron riqueza de la esclavitud, lo que incluye un reconocimiento del valor y el capital intelectual de los instrumentos donados por Alexander Macfarlane.